# Cuauhtémoc (Balancán)
Cuauhtémoc es una localidad del municipio de Balancán ubicado en la subregión de los Ríos del estado mexicano de Tabasco.

## Geografía
La localidad se ubica a 51.0 kilómetros (en dirección este) de la localidad de Balancán de Domínguez, la cabecera y lugar más poblado del municipio. Se sitúa en las coordenadas geográficas 17°49′56″N 91°03′23″O / 17.832222, -91.056389, a una elevación de 38 metros sobre el nivel del mar.

## Demografía
Según el Conteo de Población y Vivienda 2020, efectuado por el Instituto Nacional de Estadística y Geografía, la localidad de Cuauhtémoc tiene 577 habitantes, de los cuales 310 son del sexo masculino y 267 del sexo femenino. Su tasa de fecundidad es de 2.98 hijos por mujer y tiene 152 viviendas particulares habitadas.
| Gráfica de evolución demográfica de Cuauhtémoc entre 2000 y 2020 |
|                                                                  |
| INEGI.                                                           |